# 图珲铁路
图珲铁路，又名图珲长口岸铁路，位于吉林省延边州，起自图们站，经珲春南站，延伸至珲春长岭子，与俄罗斯境内哈桑铁路相连，正线全长80.796公里。
现在业主为吉林省东北亚铁路集团股份有限公司珲春分公司。设车务段、机务段、工电段（7个工务工区、1个电务工区）、装卸中心、山体管理处、计划财务处、综合事务处、物资处。1993年成立。现在年运量超过500万吨。

## 线路
图珲长口岸铁路是吉林省唯一的对俄口岸铁路，地铁Ⅰ级，全线共设有4个车站（庆荣站、凉水站、珲春西站、珲春南站），其中凉水站和庆荣站为会让站，其它二个站为营业站。另预留密江站、荒山站两个车站。另设长岭子交接所。2014年开设建设密江会让站。
珲春站为宽准轨铁路货运换装站。中国的准轨铁路与俄罗斯的宽轨铁路在此换装。珲春至俄罗斯的44km宽准轨三轨铁路在长岭子国境站，出境后20.3km到俄罗斯的卡梅绍娃亚换装站，再12km到哈桑支线的马哈林诺站。再至俄罗斯的扎鲁比诺港40.2千米。
568.82米特大桥1座，大中桥12座、1152延长米，小桥涵218座、 4133延长米；隧道6座、3879延长米。

## 历史
建于1987-1996年。林业部和吉林省人民政府共同投资。建设单位是吉林省计划委员会，设计单位是呼和浩特铁路局勘测设计院，施工单位是铁道部第十三工程局。1987年12月10日图珲铁路开工典礼在图们市举行，1988年图珲铁路全线施工作业，1991年路基工程基本完成，1993年11月2日，图珲铁路列车运送建设用桥梁片到图珲线38+351公里处发生机车颠覆事故。
1996年图们至珲春西站区段开通临时运行，当年发车6353车，货运387324吨。
1998年6月吉林省计委委托沈阳铁路局代为其验收这条铁路。1998年7月再次发生未经加固处理的山体发生大面积塌方，因瞭望条件不好，司机未能及时发现，撞上塌方山体后机车脱线掉入图们江中。图们—珲春客运小票车试运行两星期后永久取消。
2010年11月1日，珲春站更名为珲春南站。

### 铁路口岸
1992年7月28日，吉林省省长高严和俄罗斯滨海边疆行政公署长官库兹涅佐夫在长春签署了《中国吉林省和俄罗斯滨海边疆区关于加快珲春——克拉斯基诺口岸建设的协议》。1992年9月12日，刘希林副省长率团与俄远东铁路局多环股份公司签署了修建珲春至马哈林诺口岸铁路合同。1992年12月19日，国家主席杨尚昆和俄罗斯总统叶利钦正式签署了解决东北亚运输问题的国家级协议。12月24日以刘希林为团长、以中国交通运输协会秘书长王德荣、副秘书长黄郁青、铁道部刘国华为顾问的中方代表团在符拉迪沃斯托克市签署了《关于中俄合资建设与经营哈桑区扎鲁比诺港的协议》，与滨海边疆区行政公署和远东铁路局及金环股份公司签署了《关于滨海边疆区南部发展中俄铁路并直达扎鲁比诺港的会谈纪要》。其铁路工程衔接处定位于1992年12月26日在珲春长岭子完成。1993年春节后，吉林省政府正式批准成立吉林省铁路港口指挥部。1993年2月初，中俄双方在长春举行会谈，共同组建中俄吉环合资铁路公司（各占股50%）和俄罗斯亚细亚港务股份公司（其股份俄方占51%，中方占49%），两公司董事会分别由各3名成员对等组成，均由俄方出任董事长，中方出任总经理，合资年限50年。珲春至马哈林诺口岸铁路建设工程由中俄双方共同设计、共同建设、共同经营，于1993年4月18日来自6个单位的千名建设者在珲春至长岭子全线开工。珲春至马哈林诺口岸铁路全长44公里，国内段总投资3亿元人民币。
1994年11月12日珲春南北大桥竣工。1996年10月30日珲春西站至长岭子段，实现铺轨至中俄边境并与俄罗斯接轨。
1999年，图珲铁路及其续接线珲春至长岭子段工程结束，7月1日，地方铁路图珲线与国营铁路营业相互办理货物直通运输。2000年底完成图珲铁路长岭子换装站设计换装能力50万吨/年及各项配套设施建设。2011年8月3日。中俄珲卡铁路千万吨国际换装站奠基仪式在珲春市举行。2001年10月，珲春铁路口岸正式通过国家海关总署验收，2002年2月25日实现单车过货，运行期间共向中方输送货物5.18万吨 
珲马口岸于2004年4月因俄方国铁与金环公司的经营管理体制之争临时关闭。
2013年8月2日上午11时，珲春-马哈林诺铁路国内联运首发列车典礼，来自俄罗斯的货运列车满载30节煤炭驶入珲春铁路国内换装站。这标志着关闭9年的铁路口岸开通。2015年口岸过境货物超过100万吨，2017年经珲马铁路口岸进境的货物总量达249万吨。
2015年5月24日，珲春经扎鲁比诺港至韩国釜山港的国际铁海联运，其中，珲春至扎鲁比诺港定期铁路班列运输；扎鲁比诺港—釜山定期集装箱班轮运输。